# Aloeides maseruna
Aloeides maseruna är en fjärilsart som beskrevs av Riley 1938. Aloeides maseruna ingår i släktet Aloeides och familjen juvelvingar. Inga underarter finns listade i Catalogue of Life.